# Pimenta assîsî
A pimenta assîsî ou assisi é uma especiaria em pó contendo diversos tipos de pimenta. É produzida nas aldeias indígenas Waiwai, nas cabeceiras do Rio Mapuera, no norte do estado brasileira do Pará. Sua produção é gerida principalmente por mulheres indígenas.
A especiaria é utilizada em produtos culinários variados, tanto tradicionalmente em peixes e carnes de caça quanto em produtos gastronômicos, como chutneys e snacks veganos.
Comercialmente, a especiaria é distribuída por uma foodtech de nome Mahta, de liderança masculina.